# Jean II de Trébizonde
Pour les articles homonymes, voir Jean II.
Jean II de Trébizonde ou Jean II Grand Comnène (1262-16 août 1297), en grec Ιωάννης Β΄ Μέγας Κομνηνός, est empereur de Trébizonde de mars 1280 à août 1297. Il est le plus jeune fils de l’empereur Manuel Ier et de sa troisième épouse, Irène Syrikaina, une femme noble de la province de Trébizonde. Il hérite du trône après la capture de son frère Georges par le khan mongol Abaqa.

## Biographie
Son règne est dominé par des relations nouvelles avec l’Empire byzantin dirigé par Michel VIII Paléologue. Après que l’allié de ce dernier, Abaqa, s'est débarrassé de Georges, l’empereur byzantin exige de Jean que celui-ci renonce au titre d'« empereur et autocrate des Romains » car les terres de Jean n’incluent pas Constantinople. Jean, cependant, répond qu’il suit la règle de ses prédécesseurs et que la noblesse de Trébizonde ne lui permettrait pas de renoncer au titre traditionnel. Michel considère Jean comme une menace, parce que quelques adversaires de l’union des deux Églises ont proposé de remplacer Michel VIII par Jean II sur le trône impérial.
Malgré ces différends, Jean II s'écarte de la politique de son prédécesseur, allié du royaume de Naples de Charles d’Anjou, et épouse la troisième des filles de Michel VIII, Eudoxie Paléologue, à Constantinople en 1282. Dans la capitale byzantine, Jean porte le titre de « despote ». Après son retour à Trébizonde, il abandonne le titre  d’« empereur des Romains » pour celui d’« empereur et autocrate des Ibériens, et des provinces de Transmarine », bien que l’Ibérie ait été perdue durant le règne d’Andronic Ier Gidos. Les empereurs de Trébizonde et leur famille prennent alors l'habitude de se désigner du nom de Grands Comnènes.
Pendant l’absence de Jean II, le roi d’Iméréthie David VI Narin tire profit de la situation pour essayer de reconstituer l’influence géorgienne dans l’empire de Trébizonde et assiège la capitale. Bien qu’ils n’aient pas pris la ville, les Géorgiens occupent plusieurs provinces et aident la demi-sœur de Jean, Théodora, fille de Manuel Ier, et son époux Rusudan à s’emparer du trône en 1284. Mais Théodora est défaite peu après et Jean II reprend le pouvoir en 1285.
L’amélioration des relations avec l’Empire byzantin contribue probablement à réduire, voire à faire disparaître, le joug mongol sur l’empire de Trébizonde. Malgré ceci et la prospérité continue de Trébizonde, le règne de Jean II coïncide avec la conquête de la province occidentale de Chalybia par les Turcs qui tirent profit des problèmes provoqués par l’invasion géorgienne et la guerre civile entre Jean et Théodora.
En 1291, le pape Nicolas IV écrit deux lettres invitant Jean II à se convertir au catholicisme, à s’associer à une nouvelle croisade pour le rétablissement de la puissance chrétienne en Terre sainte, et enfin à devenir le délégué du christianisme auprès des Mongols. Bien que Jean ne réponde pas à l’invitation du pape, il maintient de bonnes relations avec les négociants occidentaux et les délégués anglais, ainsi qu’avec les Mongols qui sont passés sur ses terres durant les années 1290.
Jean II meurt à Limnia le 16 août 1297, d’où son corps est transporté dans la capitale et enterré dans l’église de la Vierge.

## Union et postérité
Par son mariage avec Eudoxie Paléologue, Jean II a eu deux fils : 
- Alexis II, qui lui succéda comme empereur, et
- Michel Ier.